# Kerolin
Kerolin Nicoli Israel Ferraz (Bauru, São Paulo; 17 de noviembre de 1999), más conocida como Kerolin, es una futbolista brasileña. Juega como delantera en el Manchester City de la Women's Super League de Inglaterra y es internacional con la selección de Brasil.

## Biografía
Kerolin fue criada por su madre y vivió en Bauru, antes de trasladarse a Campinas, donde se alojaron en una hacienda por no poder pagar el alquiler. Cuando tenía 12 años, fue hospitalizada con osteomielitis y celulitis en la pierna y le aconsejaron que dejara de practicar deportes de contacto.

## Trayectoria

### Inicios en Brasil (2016-2019)
Kerolin fue una de varias jóvenes futbolistas prometedoras que surgieron de las categorías inferiores del Valinhos Futebol Clube, un equipo femenino dirigido por el departamento de deportes y ocio de la autoridad local. Valinhos acordó colaborar con Guarani FC en enero de 2016 para ingresar al Campeonato Paulista de Futebol Feminino 2016 con el nombre de Guarani/Valinhos.
Cuando el Ponte Preta decidió formar una sección femenina en 2017, se hicieron cargo del Valinhos FC figurando entre la plantilla la futbolista de 17 años. Fue votada como la mejor jugadora del Campeonato Paulista de 2017 tras marcar 10 goles en 21 partidos, llegando con su nuevo club a las semifinales.
Luego fue cedida al Corinthians/Audax donde sería parte de una exitosa campaña en la Copa Libertadores Femenina 2017 en octubre de 2017. Anotó en una victoria por penales sobre Colo-Colo luego de un empate 0-0 en la final en el Estadio Arsenio Erico.
En 2018 registró 14 goles en 35 partidos con el Ponte Preta y fue nombrada Revelación del Campeonato Brasileiro de Futebol Feminino. Se informó que las buenas actuaciones de Kerolin con el Ponte Preta y las selecciones nacionales juveniles llamaron la atención de otros clubes de Brasil, Francia y China.
El combinado Corinthians/Audax con el que la artillera levantó la Copa Libertadores 2017 se separó cuando el Corinthians se retiró de esa asociación y montó su propio equipo femenino. Esto dejó al Audax con un puesto en la Libertadores 2018 pero sin equipo, hasta que se llegó a un acuerdo para que Valinhos (que había estado jugando como Ponte Preta en competiciones nacionales) representara al Audax en la competición. Kerolin anotó en la victoria por 4-0 sobre Peñarol, pero su equipo fue eliminado en la fase de grupos.
Para diciembre de 2018, el Palmeiras requería urgentemente un equipo femenino ya que podría ser suspendido de la lucrativa Copa Libertadores masculina según las reglas de la CONMEBOL, que requería que todos los participantes tuvieran secciones femeninas. Finalmente el Palmeiras aceptó financiar los salarios de las jugadoras y el personal de Valinhos, que usarían el nombre de Palmeiras pero continuarían jugando y entrenando en Valinhos.

### Suspensión por dopaje (2019-2020)
En enero de 2019, Kerolin acordó el traspaso al Palmeiras firmando un contrato por un año y reencontrándose con su anterior entrenadora Ana Lúcia Gonçalves. Al mes siguiente se dio a conocer que la futbolista había dado positivo en un control de dopaje realizado tras disputar un encuentro de la Copa Libertadores 2018 con el Audax. La muestra de la jugadora reveló rastros de GW1516, tras lo cual permaneció suspendida provisionalmente por la CONMEBOL en julio de 2019, mientras que la entrenadora del Palmeiras, Gonçalves, fue despedida por sospechas de participación en casos de dopaje que afectaron a los clubes en los que había trabajado y actuando de manera inapropiada como agente deportivo de las jugadoras a su cargo.

### Retorno y carrera en el extranjero (2021-)
En abril de 2021, habiendo cumplido su sanción, Kerolin se traspasó al Madrid CFF, uniéndose a varias otras jugadoras brasileñas en el club de la Primera División española y agradeciendo a Dios por la oportunidad de reiniciar su carrera futbolística. Hizo una buena temporada y fue convocada para el Torneo de Francia 2022, donde acabó como máxima goleadora.
En 2022 fue reclutada por el North Carolina Courage de la NWSL estadounidense, donde se asoció en ataque con su compañera en la selección Debinha. Fue titular con el Courage en la NWSL Challenge Cup, anotó en la final, ganó la competencia y fue votada como la mejor jugadora de la final.

## Selección nacional

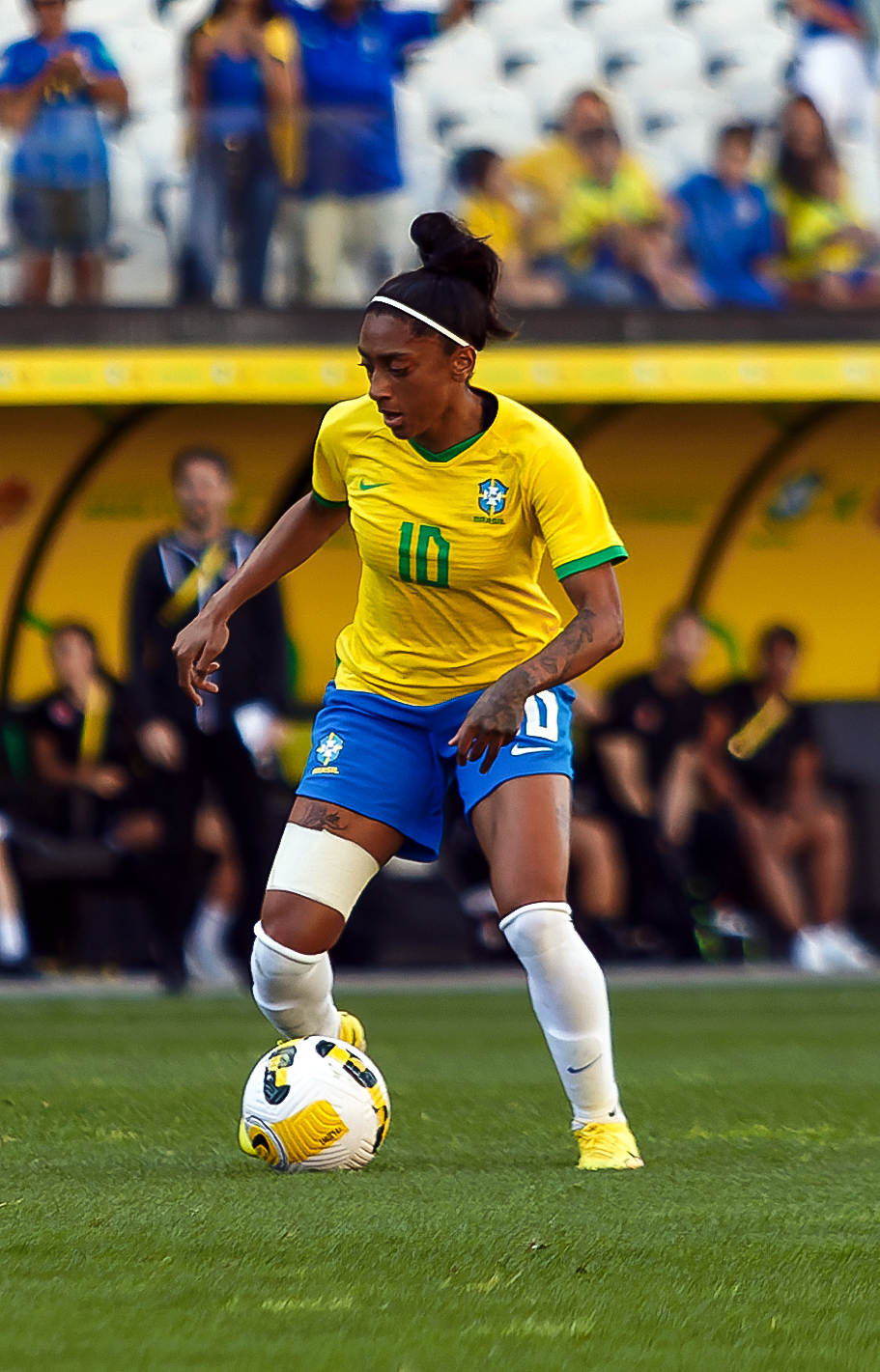
Kerolin en 2022.

Kerolin fue una de las cuatro jugadoras de Guarani/Valinhos convocadas a la selección sub-17 de Brasil con motivo del Sudamericano Sub-17 de 2016 y la Copa Mundial Sub-17 del mismo año. En 2018, anotó dos goles en tres partidos que jugó representando a la sub-20 brasileña en el Mundial Sub-20 de Francia.
La delantera recibió por primera vez su llamado a la selección absoluta de Brasil de manos de Vadão en septiembre de 2018, para enfrentar un amistoso contra Inglaterra. Debutó como internacional absoluta en este encuentro suplantando a Debinha en el segundo tiempo cuando las brasileñas perdieron por la mínima. Tras irrumpir en la selección absoluta, su compañera veterana Formiga la elogió: «Kerolin tiene un gran futuro. Tiene mucho talento y no tiene miedo. Si mantiene los pies en la tierra, puede llegar tan lejos como quiera. Depende de ella».
La Copa Mundial de 2019 no la vio entre sus participantes al ser suspendida por la CONMEBOL por un caso de dopaje. Tras finalizar su suspensión en enero de 2021, la nueva entrenadora de Brasil, Pia Sundhage, la llamó a un campo de entrenamiento para evaluarla. Sundhage dijo: «Escuché muchas cosas buenas sobre ella [Kerolin]. Ella es una excelente jugadora. Sí, lleva dos años fuera de acción, pero veremos cómo le va».

## Estadísticas

### Clubes
| Club                   | País           | Año             |
| ---------------------- | -------------- | --------------- |
| Valinhos FC            | Brasil         | 2016            |
| Ponte Preta            | Brasil         | 2017            |
| Palmeiras              | Brasil         | 2017            |
| Ponte Preta            | Brasil         | 2018            |
| Osasco Audax           | Brasil         | ¿?              |
| Palmeiras              | Brasil         | 2019            |
| Madrid C.F.F.          | España         | 2021            |
| North Carolina Courage | Estados Unidos | 2022 - 2025     |
| Manchester City        | Inglaterra     | 2025 - presente |

## Palmarés

### Títulos nacionales
| Título             | Club                   | País           | Año  |
| ------------------ | ---------------------- | -------------- | ---- |
| NWSL Challenge Cup | North Carolina Courage | Estados Unidos | 2022 |
| NWSL Challenge Cup | North Carolina Courage | Estados Unidos | 2023 |

### Títulos internacionales
| Título                     | Selección | Sede     | Año  |
| -------------------------- | --------- | -------- | ---- |
| Copa América Femenina      | Brasil    | Colombia | 2022 |
| Juegos Olímpicos de Verano | Brasil    | París    | 2024 |
| Copa América Femenina      | Brasil    | Ecuador  | 2025 |

### Distinciones individuales
| Distinción                      | Año  |
| ------------------------------- | ---- |
| Mejor Once de la NWSL           | 2023 |
| Jugadora Más Valiosa de la NWSL | 2023 |